# Mordekhaï Kedar (orientaliste)
 (avril 2025).
Mordekhaï Kedar (hébreu : מרדכי קידר) est un orientologue israélien, conférencier à la faculté d'arabe de l'Université Bar-Ilan et enseignant-chercheur au centre Begin-Sadate de recherche stratégique. Spécialiste du régime de Hafez el-Assad, il est le vice-président de Newsrael et l'ancien président de Professors for a Strong Israel.

## Biographie
Mordekhaï Kedar naît à Tel Aviv dans une famille d'origine polonaise qui a hébraïsé son nom Kuperschmidt après son immigration en Palestine mandataire dans les années 1930, et dont toute la famille a été assassinée pendant la Shoah. Après une scolarité à l’école Zeitlin, il s'enrôle en 1970 dans l'armée israélienne, est ténor de 1974 à 1982 dans le Chœur philharmonique de Tel Aviv où il rencontre sa femme, et sert dans le renseignement militaire israélien pendant 25 ans, terminant son service avec le grade de lieutenant-colonel.
Après sa libération de Tsahal, il s'engage dans le mouvement de Netivot Shalom, qu’il qualifie de jumeau religieux de La Paix maintenant. 
Il effectue toutes ses études à l’Université Bar Ilan, entreprenant un premier cycle d’arabe et de sciences politiques de 1981 à 1983, une maîtrise et un doctorat en arabe qu’il achève en 1997, lequel a pour sujet « Le langage politique public du régime d'Assad en Syrie : messages et moyens de les exprimer ». Trois ans plus tard, il est nommé maître de conférences, traitant principalement des médias de masse du monde arabe.
Mordekhaï Kedar est régulièrement interviewé par des chaînes arabes telles qu’Al-Jazeera où il défend ses positions en arabe face à des personnalités religieuses ou culturelles. Il est également commentateur pour le journal Makor Rishon et président du Monitor of the Israel Academy, un organisme qui surveille les conférenciers définis par lui comme post-sionistes, afin de contrer leurs déclarations et publications.